# Elon (rechter)
Elon (Hebreeuws: אֵילֹן, misschien "grote boom" of "eik") was volgens de Hebreeuwse Bijbel tien jaar een rechter van de Israëlieten. Van Elon wordt geen enkele daad genoemd. Hij werd opgevolgd door Abdon (Rechters 12:11-13).
Elon behoorde tot de stam Zebulon. Toen Elon stierf werd hij in Ajjalon begraven. Elon en Ajjalon verschillen in het Hebreeuws alleen in hun klinkers, waardoor vaak wordt aangenomen dat het dezelfde naam is. In de Septuagint worden beide aangeduid met Αἰλώμ. Het is mogelijk dat Elon de personificatie van een clan is en niet als rechter heeft bestaan (vergelijk Jozua 19:42-43).